# Shaqueil Bradford
Shaqueil Bradford (Kingston, 6 de diciembre de 2000) es un futbolista jamaicano que juega en la demarcación de delantero para el Mount Pleasant FA de la Liga Premier Nacional de Jamaica.

## Selección nacional
El 11 de noviembre de 2023 hizo su debut con la selección de Jamaica en un partido amistoso contra Guatemala que finalizó con un resultado de empate a cero.

## Clubes
| Club                     | País    | Año       | Partidos | Goles |
| ------------------------ | ------- | --------- | -------- | ----- |
| Boys' Town FC            | Jamaica | 2017-2019 | 16       | 1     |
| Waterhouse FC            | Jamaica | 2019-2023 | 69       | 21    |
| Scarborough SC (cedido)  | Canadá  | 2023      |          | 1     |
| Harbour View FC (cedido) | Jamaica | 2023      | 16       | 11    |
| Mount Pleasant FA        | Jamaica | 2024-     | 14       | 2     |